# Кубок мира по конькобежному спорту 2017/2018 (этап 3)

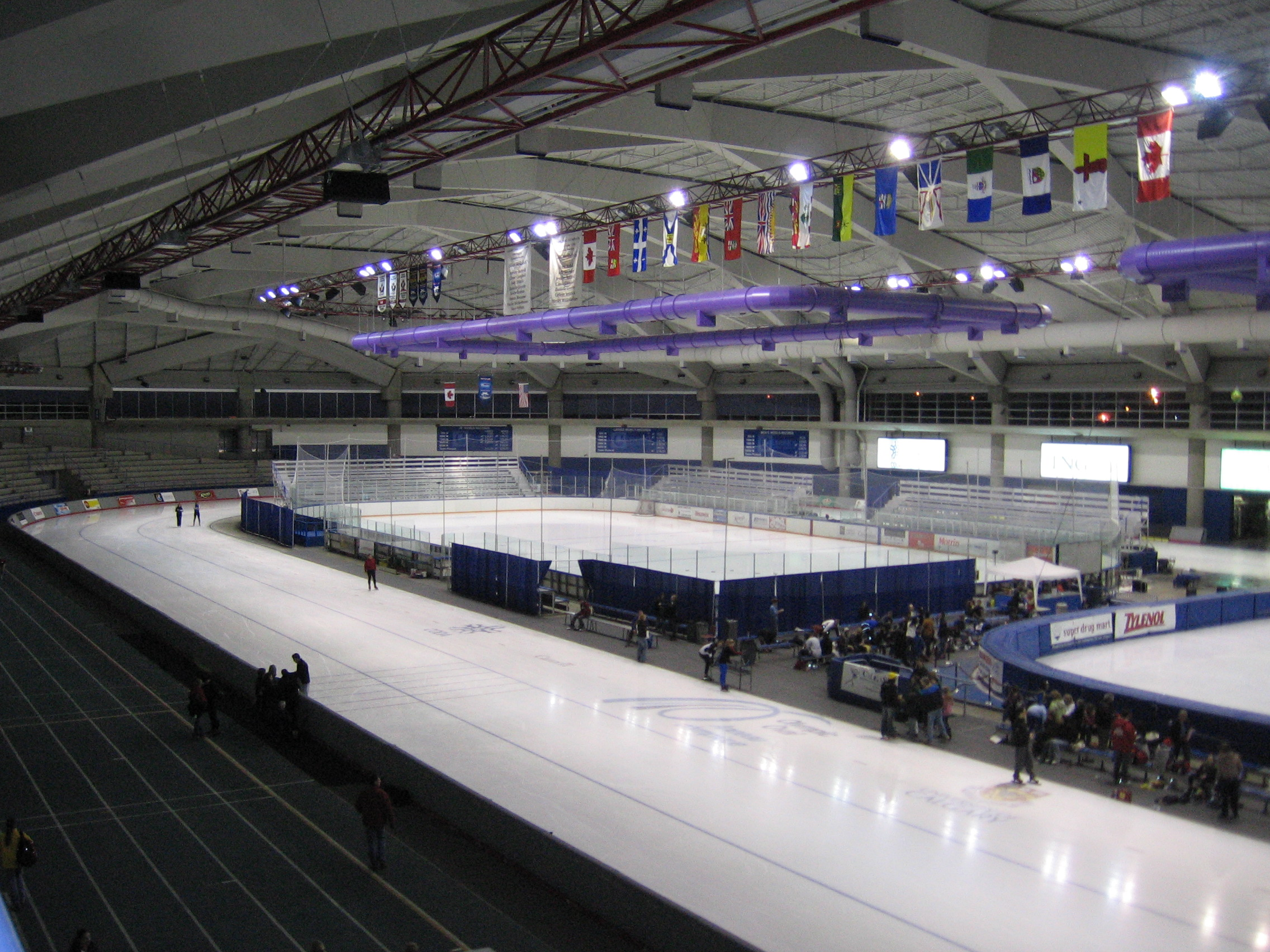
Олимпийский овал Калгари

Третий этап Кубка мира по конькобежному спорту в сезоне 2017/2018 проходил с 1 по 3 декабря 2017 года на катке Олимпийский овал Калгари, Калгари, Канада. Забеги проводились на дистанциях 500, 1000, 1500 метров, командной гонке, масс-старте, командном спринте, а также на 3000 метров у женщин и 5000 метров у мужчин.
В первый день соревнований были установлены два мировых рекорда (они же рекорды катка) в командном спринте у мужчин (Канада) и у женщин (Россия).
Во второй день соревнований были установлены мировой рекорд (он же рекорд катка) в командной гонке у женщин (Япония) и рекорд катка в командной гонке у мужчин (Нидерланды).
В третий день были побиты рекорды катка на дистанции 500 метров у женщин (Нао Кодайра) и на дистанции 1500 метров у мужчин (Денис Юсков).

## Призёры

### Мужчины
| Дистанция        | Золото                                                | Время         | Серебро                                                   | Время   | Бронза                                                                 | Время   |
| 500 м            | Алекс Буавер-Лакруа · Канада                          | 34,313        | Чха Мин Гю · Республика Корея                             | 34,314  | Мика Поутала · Финляндия                                               | 34,38   |
| 1000 м*          | Кай Вербей · Нидерланды                               | 1:06,93       | Кьелд Нёйс · Нидерланды                                   | 1:06,96 | Ховар Лорентсен · Норвегия                                             | 1:06,98 |
| 1500 м           | Денис Юсков · Россия                                  | 1:41,33 NR TR | Кун Вервей · Нидерланды                                   | 1:41,95 | Кьелд Нёйс · Нидерланды                                                | 1:42,27 |
| 5000 м           | Свен Крамер · Нидерланды                              | 6:07,04       | Тед-Ян Блумен · Канада                                    | 6:08,54 | Патрик Беккерт · Германия                                              | 6:10,80 |
| Командная гонка  | Нидерланды · Ян Блокхёйсен · Свен Крамер · Кун Вервей | 3:36,11 TR    | Япония · Сёта Накамура · Сэйтаро Итинохэ · Шейн Уильямсон | 3:38,65 | Норвегия · Симен Спилер Нильсен · Ховард Бёкко · Сверре Лунде Педерсен | 3:38,94 |
| Командный спринт | Канада · Гилмор Джунио · Лоран Дюбрёй · Венсан Де Этр | 1:17,31 WR TR | Россия · Артём Кузнецов · Михаил Казелин · Алексей Есин   | 1:18,25 | Нидерланды · Роналд Мюлдер · Кай Вербей · Пим Схиппер                  | 1:18,53 |
| Масс-старт       | Андреа Джованнини · Италия                            | 7:01,29       | Рейон Кей · Новая Зеландия                                | 7:06,60 | Ван Хунли · Китай                                                      | 7:06,92 |

* Показавший лучшее время 1:06,88 Павел Кулижников дисквалифицирован за неправильное прохождение последнего поворота перед финишной прямой.

### Женщины
| Дистанция        | Золото                                                            | Время         | Серебро                                                             | Время      | Бронза                                                  | Время   |
| 500 м            | Нао Кодайра · Япония                                              | 36,53 TR      | Ли Сан Хва · Республика Корея                                       | 36,86      | Ариса Го · Япония                                       | 37,06   |
| 1000 м           | Хизер Бергсма · США                                               | 1:13,37       | Екатерина Шихова · Россия                                           | 1:13,70 NR | Маррит Ленстра · Нидерланды                             | 1:13,72 |
| 1500 м           | Михо Такаги · Япония                                              | 1:51,79       | Маррит Ленстра · Нидерланды                                         | 1:52,06    | Екатерина Шихова · Россия                               | 1:53,52 |
| 3000 м           | Михо Такаги · Япония                                              | 3:57,09       | Антоинетте де Йонг · Нидерланды                                     | 3:57,78    | Ирен Вюст · Нидерланды                                  | 3:58,10 |
| Командная гонка  | Япония · Михо Такаги · Нана Такаги · Аяка Кикути                  | 2:53,88 WR TR | Германия · Клаудия Пехштайн · Роксанне Дуфтер · Габриэле Хиршбихлер | 2:53,88    | Канада · Ивани Блонден · Изабель Вейдеманн · Кали Крист | 2:56,80 |
| Командный спринт | Россия · Елизавета Казелина · Ангелина Голикова · Ольга Фаткулина | 1:24,84 WR TR | Норвегия · Мартин Риспруд · Хеге Бёкко · Ида Ньотун                 | 1:26,38    | Китай · Ши Сяосюань · Чжан Хун · Тянь Жуйнин            | 1:26,65 |
| Масс-старт       | Клаудия Пехштайн · Германия                                       | 8:38,89       | Элена Мёллер Ригас · Дания                                          | 8:39,43    | Нана Такаги · Япония                                    | 8:39,65 |